# Théolepte II de Constantinople
Pour les articles homonymes, voir Théolepte.
Théolepte II de Constantinople (en grec : Θεόληπτος Β΄) fut patriarche de Constantinople de 1585 à 1586.

## Biographie
Métropolite de Philippopolis, Théolepte est l'instigateur de l'emprisonnement de Jérémie II et de la destitution de Pacôme II ; il obtient le patriarcat du Sultan ottoman le 27 février 1585.
Il est solennellement intronisé par les patriarches d'Alexandrie et d'Antioche le 10 mars 1585. Il est néanmoins contraint de rendre le siège à Jérémie II après avril/mai 1586.